# Blue Lights in the Basement
Blue Lights in the Basement è il sesto album in studio della cantante statunitense Roberta Flack, pubblicato nel 1977.

## Tracce
1. Why Don't You Move in with Me (Gene McDaniels) - 4:51
2. The Closer I Get to You (duetto con Donny Hathaway) (Reggie Lucas, James Mtume) - 4:39
3. Fine, Fine Day (Rachel Perry) - 4:49
4. This Time I'll Be Sweeter (Pat Grant, Gwen Guthrie) - 4:23
5. 25th of Last December (Gene McDaniels) - 4:31
6. After You (Michael Masser, Ron Miller) - 3:55
7. I'd Like to Be Baby to You (Morgan Ames) - 4:27
8. Soul Deep (Wayne Carson) - 2:22
9. Love Is the Healing (Gene McDaniels) - 3:42
10. Where I'll Find You (David McHugh) - 3:10